# Mine's VX-ROM
Mine's VX-ROM（まいんずぶいえっくすろむ）は、自動車エンジン制御用チューニングコンピューター。正式な製品名称は「Mine's Computer Vx Rom」

## 概要
国内チューニングロム最大手の株式会社マインズが1989年より発売しているチューニングコンピューターで、その対応車種は国内メーカーのスポーツ系車種の大半をラインアップする。それぞれの車の純正コンピュータをベースにデータを書き換える手法で行なわれているために交換もとても手軽で、エアコン、アイドリングを正常に作動させ、なおかつその車がもつエンジンの性能を引き出し、快適性も両立させたセッティングになっている。その開発はプロレーシングドライバーが筑波サーキットで徹底的に走りこみ、その走行データをもとにMINE's代表の新倉通蔵がロムプログラミングを行うという手法をとっている。最新車種発表から純正ROMの解析、発売までがとても早いのも特徴的である。
VX-ROMのネーミングの由来はVersion X、すなわち究極・無限バージョンという意味。